# Lijst van zoogdieren in Colombia
Dit is een (incomplete) lijst van zoogdieren die voorkomen in Colombia. Met 479 ontdekte soorten (2006) is Colombia nummer vier in biodiversiteit van zoogdieren in de wereld. 476 soorten staan in de lijst hieronder, van welke 50 nog niet op de Nederlandstalige Wikipedia beschreven zijn. De lijst bevat ook in fossiele vorm in Colombia ontdekte zoogdieren.

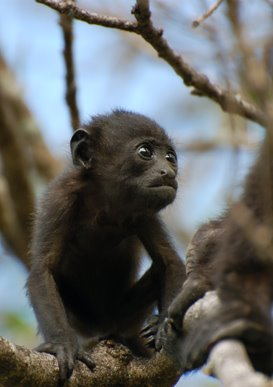
Alouatta palliata - mantelbrulaap

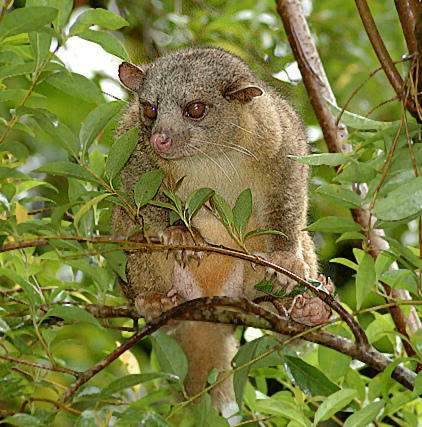
Bassaricyon gabbii - Gabbi's slankbeer

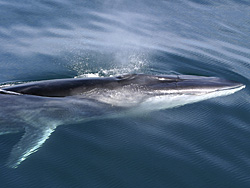
Balaenoptera physalus - gewone vinvis

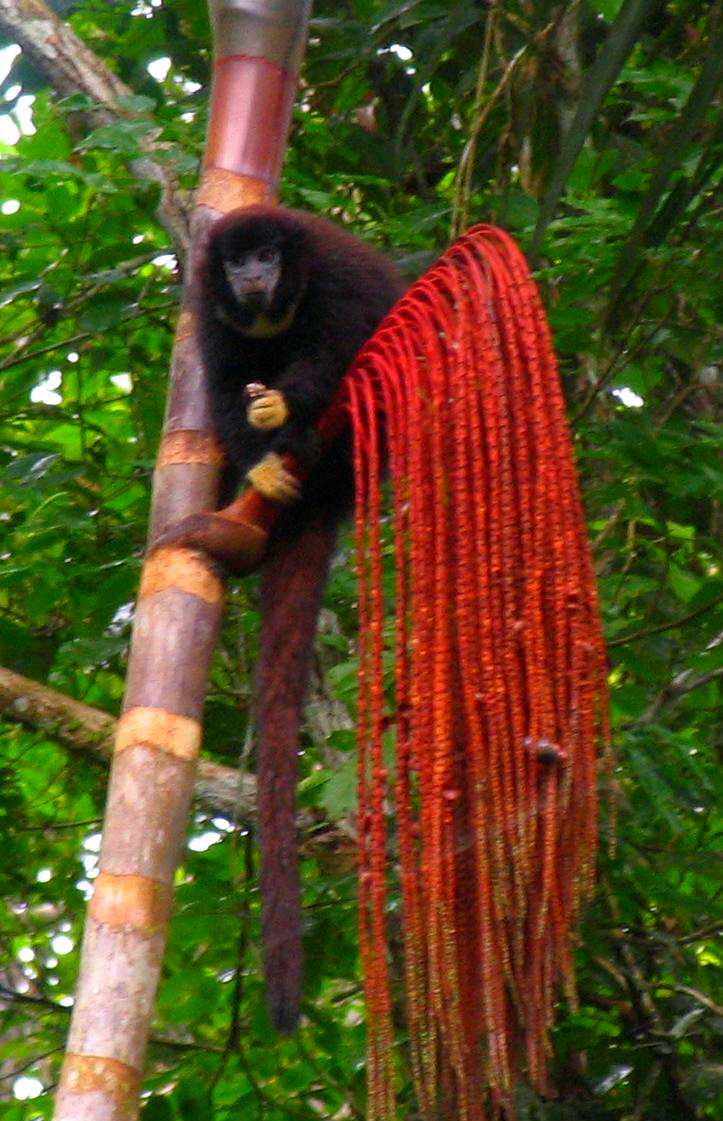
Callicebus lucifer

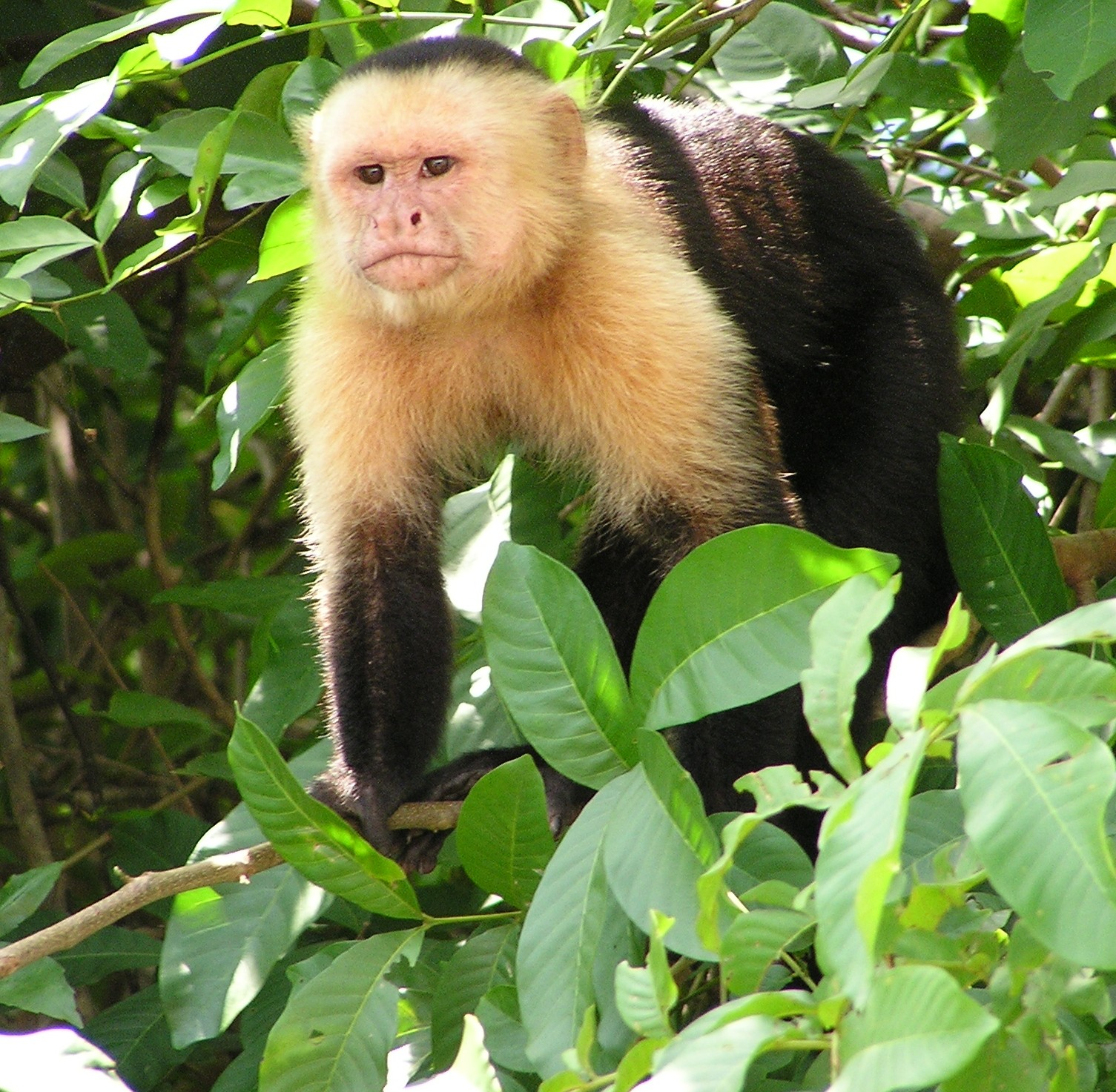
Cebus capucinus - witvoorhoofdkapucijnaap

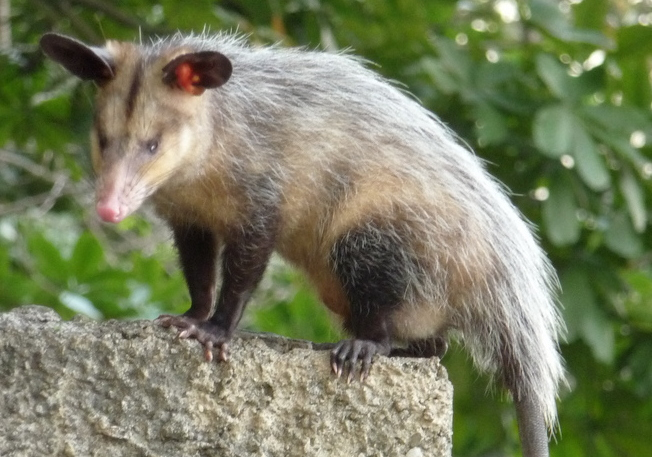
Didelphis marsupialis - Zuidelijke opossum

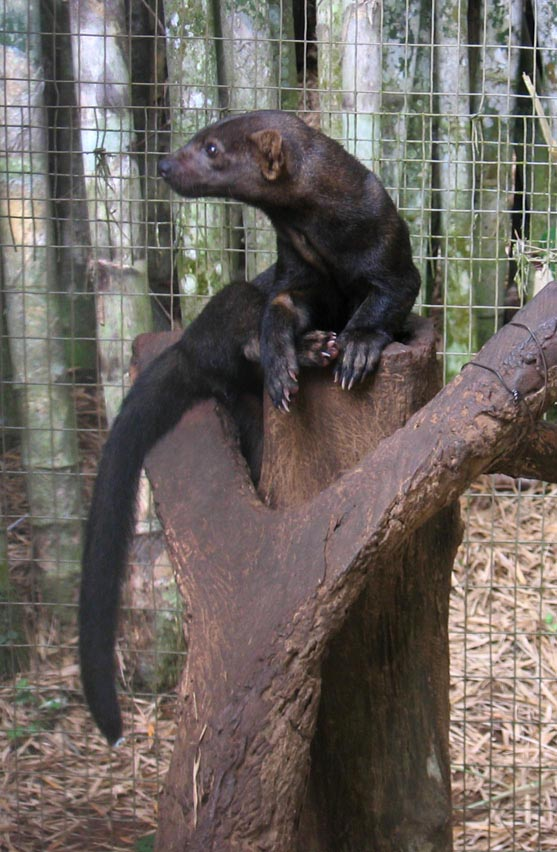
Eira barbara - tayra

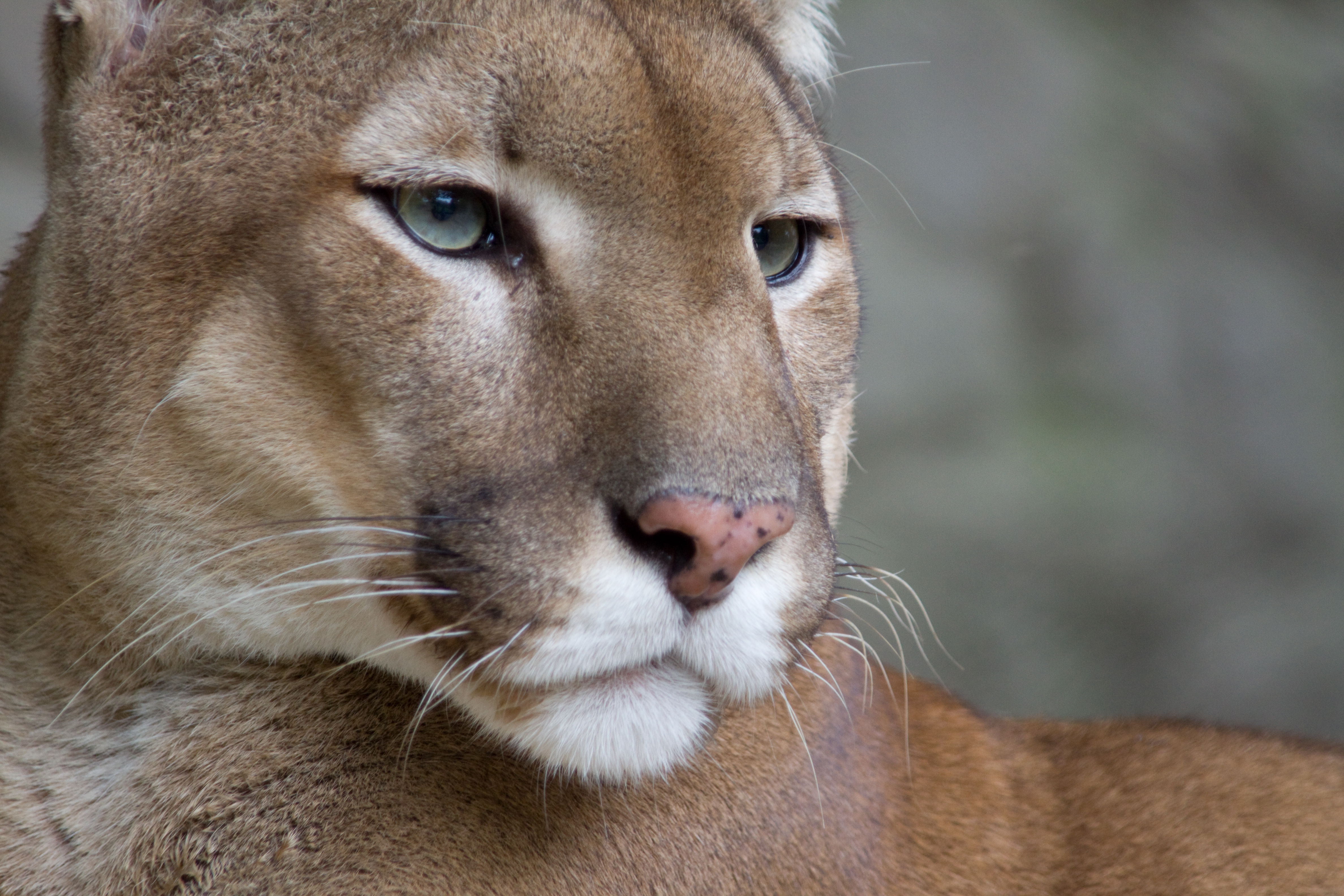
Felis concolor - poema

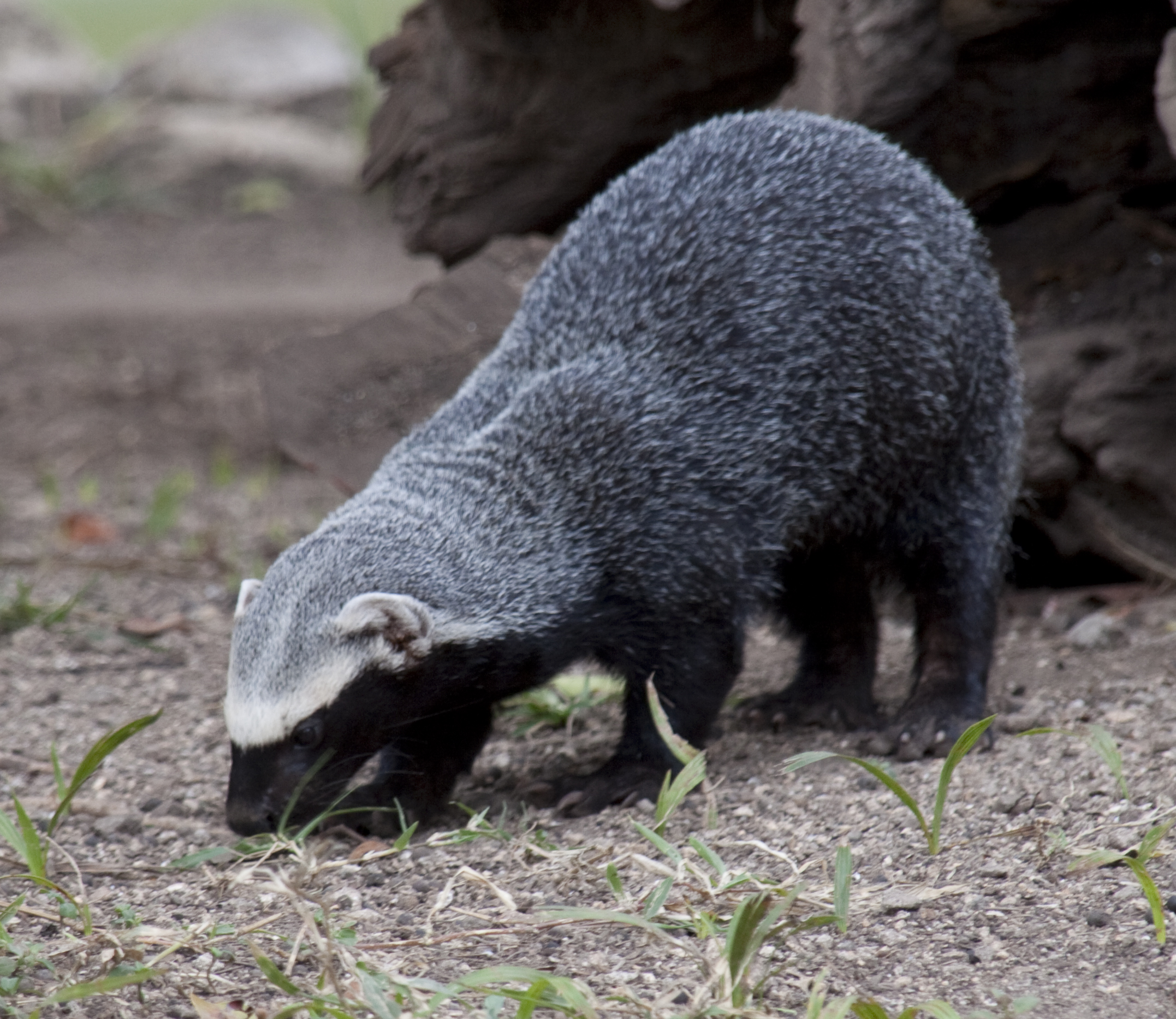
Galictis vittata - grison

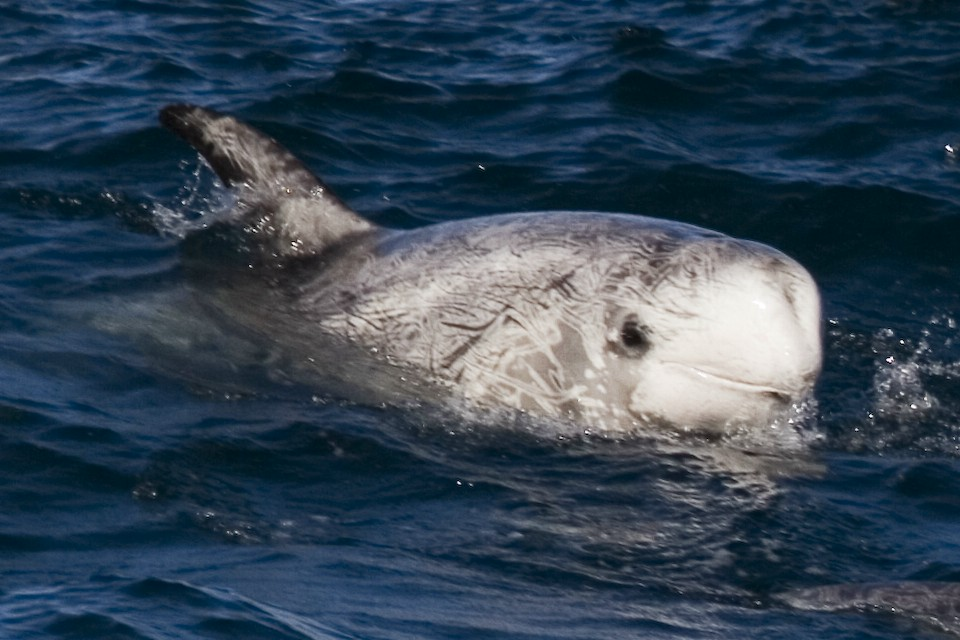
Grampus griseus - grijze dolfijn

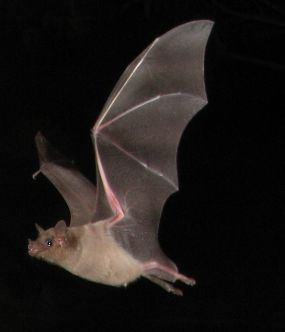
Leptonycteris curasoae

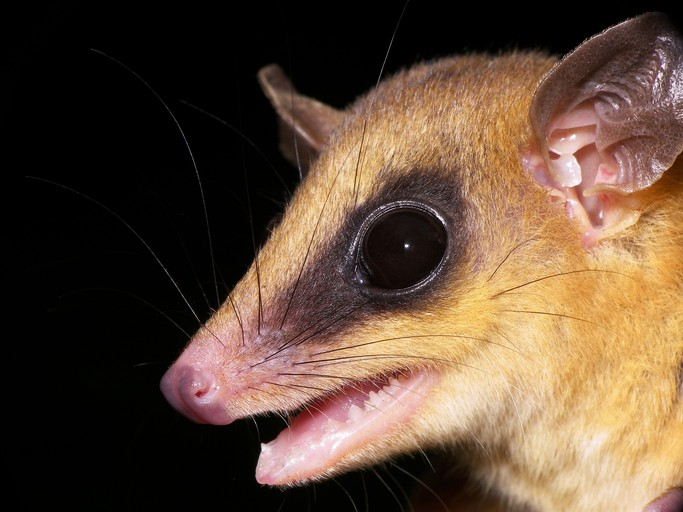
Marmosa robinsoni

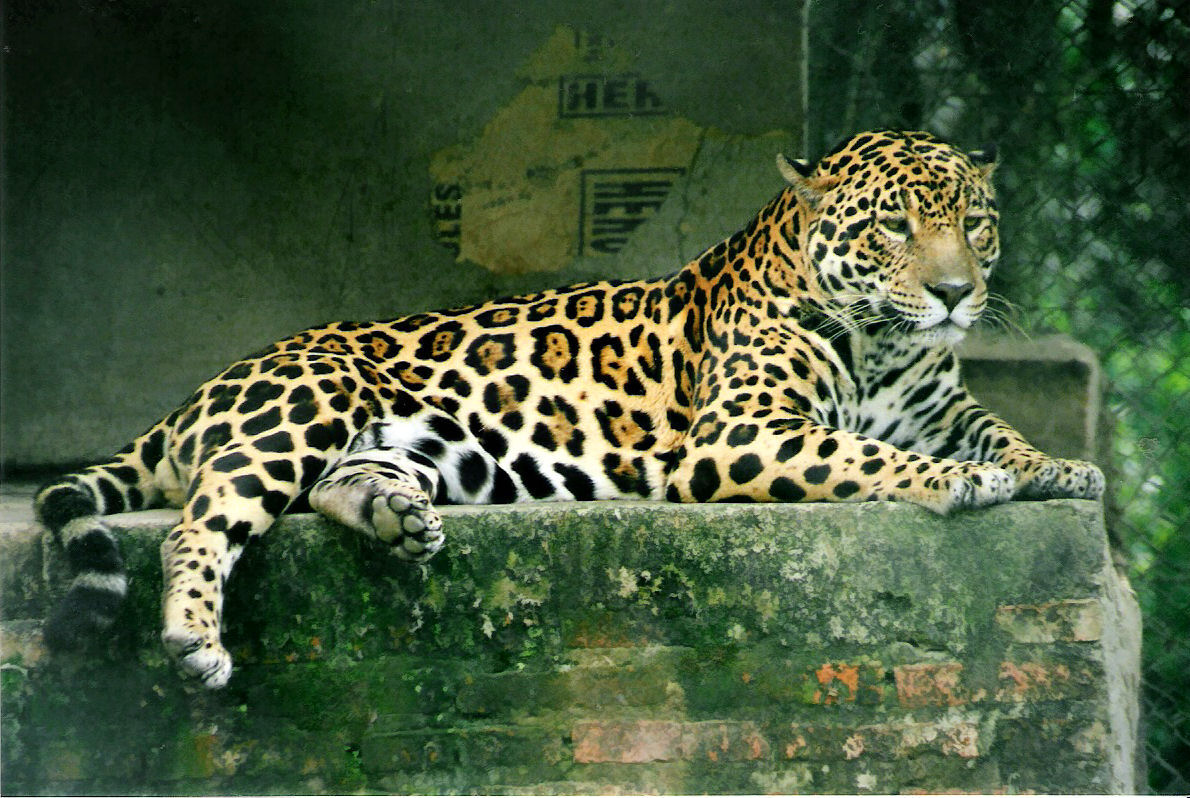
Panthera onca - jaguar

## Taxonomisch

### Platyrrhini-apen
1. Alouatta arctoidea
2. Alouatta palliata - mantelbrulaap
3. Alouatta seniculus - aloeatta
4. Aotus brumbacki
5. Aotus griseimembra
6. Aotus hershkovitzi
7. Aotus jorgehernandezi
8. Aotus lemurinus
9. Aotus vociferans
10. Aotus zonalis
11. Ateles belzebuth - witbuikslingeraap
12. Ateles fusciceps - bruinkopslingeraap
13. Ateles geoffroyi - zwarthandslingeraap
14. Ateles hybridus - bruine slingeraap
15. Cacajao calvus - gewone oeakari
16. Cacajao melanocephalus - zwartkopoeakari
17. Callicebus caquetensis - op rand van uitsterven
18. Callicebus discolor
19. Callicebus lucifer
20. Callicebus lugens
21. Callicebus medemi
22. Callicebus ornatus
23. Callimico goeldii - springtamarin
24. Cebuella pygmaea - dwergzijdeaapje
25. Cebus albifrons - witvoorhoofdkapucijnaap
26. Cebus apella - bruine kapucijnaap
27. Cebus capucinus - witschouderkapucijnaap
28. Cebus olivaceus - treurkapucijnaap
29. Lagothrix lagotricha - gewone wolaap
30. Lagothrix lugens - Colombiaanse wolaap
31. Pithecia monachus - monnikssaki
32. Saguinus fuscicollis - bruinrugtamarin
33. Saguinus geoffroyi - roodnektamarin
34. Saguinus inustus - vlekkoptamarin
35. Saguinus leucopus - witvoettamarin
36. Saguinus nigricollis - Zwartrugtamarin
37. Saguinus oedipus - pinchéaapje
38. Saimiri sciureus - grijsgroen doodshoofdaapje

- † Aotus dindensis
- † Cebupithecia sarmientoi
- † Glossophaginae
- † Lagonimico
- † Mohanamico
- † Neosaimiri
- † Nuciruptor rubricae
- † Patasola
- † Stirtonia tatacoensis
- † Stirtonia victoriae

### Felidae-katachtigen
1. Felis concolor - poema of bergleeuw
2. Felis colocolo - colocolo of colocolokat
3. Felis pardalis - ocelot of pardelkat
4. Felis tigrinus - oncilla of tijgerkat
5. Felis wiedii - margay
6. Felis yagouarondi - jaguarundi of wezelkat
7. Panthera onca - jaguar

### Ursidae-beren
1. Tremarctos ornatus - brilbeer

### Procyonidae-wasbeerachtigen
1. Bassaricyon alleni
2. Bassaricyon gabbii - Gabbi's slankbeer
3. Bassaricyon medius
4. Bassaricyon neblina - olinguito
5. Nasua narica - witsnuitneusbeer
6. Nasua nasua - rode neusbeer
7. Nasuella olivacea - kleine neusbeer
8. Potos flavus - kinkajoe of rolstaartbeer
9. Procyon cancrivorus - krabbenetende wasbeer
10. Procyon lotor
11. Speothos venaticus - boshond

### Mephitidae-stinkdieren
1. Conepatus semistriatus - Amazone-varkenssnuitskunk

### Canidae-hondachtigen
1. Atelocynus microtis - kortoorvos
2. Cerdocyon thous - krabbenetende vos
3. Chrysocyon brachyurus - manenwolf
4. Lycalopex culpaeus - Andesvos
5. Urocyon cinereoargenteus - grijze vos

### Phyllophaga-luiaards
1. Bradypus variegatus - kapucijnluiaard
2. Choloepus didactylus - tweevingerige luiaard
3. Choloepus hoffmanni - Hoffmannluiaard

- † Pseudoprepotherium
- † Brievabradys
- † Neonematherium
- † Huilabradys

### Vermilingua-miereneters
1. Cyclopes didactylus - dwergmiereneter
2. Myrmecophaga tridactyla - reuzenmiereneter
3. Tamandua mexicana - noordelijke boommiereneter
4. Tamandua tetradactyla - zuidelijke boommiereneter

### Caenolestidae-opossummuizen
1. Caenolestes convelatus
2. Caenolestes fuliginosus - Ecuadoropossummuis

### Didelphidae-opossums
1. Caluromys derbianus - derbywolhaarbuidelrat
2. Caluromys lanatus - rode wolhaarbuidelrat
3. Caluromys philander
4. Caluromysiops irrupta - gekraagde wolhaarbuidelrat
5. Chironectes minimus - wateropossum
6. Didelphis marsupialis - Zuidelijke opossum
7. Didelphis pernigra
8. Gracilinanus dryas
9. Gracilinanus emiliae
10. Gracilinanus marica
11. Gracilinanus perijae
12. Lutreolina crassicaudata - dikstaartbuidelrat
13. Marmosa alstoni
14. Marmosa demerarae
15. Marmosa lepida
16. Marmosa murina
17. Marmosa regina
18. Marmosa robinsoni
19. Marmosa xerophila
20. Marmosops fuscatus
21. Marmosops handleyi
22. Marmosops impavidus
23. Marmosops parvidens
24. Metachirus nudicaudatus colombianus - kaalstaartbuidelrat
25. Micoureus demerarae - grauwe dwergbuidelrat
26. Micoureus regina
27. Monodelphis adusta
28. Monodelphis brevicaudata
29. Monodelphis orinoci
30. Philander andersoni
31. Philander opossum

- † Hondathentes
- † Marmosini - Baraya-lid - Burdigalien-Langhien
- † Micoureus laventicus
- † Pachybiotherium minor
- † Palaeothentes
- † Pithiculites chenche
- † Thylamys colombianus
- † Thylamys minutus

### Dasypodidae-gordeldieren
1. Cabassous centralis - Midden-Amerikaans kaalstaartgordeldier
2. Cabassous unicinctus - Zuidelijk kaalstaartgordeldier
3. Dasypus kappleri - Kapplergordeldier
4. Dasypus novemcinctus - negenbandgordeldier
5. Dasypus sabanicola - savannegordeldier
6. Priodontes maximus - reuzengordeldier

- † Anadasypus hondanus - Villavieja-formatie - Serravallien
- † Asterostemma gigantea - La Victoria-formatie - Burdigalien-Langhien
- † Boreostemma - Villavieja-formatie - Mioceen
- † Nanoastegotherium prostatum - Hondagroep - Langhien
- † Neoglyptatelus sincelejanus - Sincelejo-formatie - Mioceen

### Perissodactyla-onevenhoevigen
1. Tapirus bairdii - Midden-Amerikaanse of Bairds tapir
2. Tapirus kabomani
3. Tapirus pinchaque - bergtapir
4. Tapirus terrestris - laagland-, Zuid-Amerikaanse of Braziliaanse tapir

### Artiodactyla-evenhoevigen
1. Mazama murelia
2. Mazama bricenii
3. Mazama rufina - bruin spieshert
4. Mazama sanctaemartae
5. Mazama temama
6. Mazama zamora
7. Mazama zetta
8. Odocoileus cariacou gymnotis
9. Odocoileus cariacou tropicalis
10. Odocoileus goudotii
11. Odocoileus ustus
12. Pecari tajacu - halsbandpekari
13. Pudu mephistophiles - Noordelijke poedoe
14. Tayassu pecari - witlippekari

### Mustelidae-marterachtigen
1. Eira barbara - tayra
2. Galictis vittata - grison
3. Mustela felipei
4. Mustela frenata - langstaartwezel
5. Pteronura brasiliensis - reuzenotter
6. Lontra longicaudis colombiana - langstaartotter

### Rodentia-knaagdieren
1. Aepeomys fuscatus
2. Akodon affinis
3. Akodon bogotensis
4. Akodon urichi
5. Calomys hummelincki
6. Cavia aperea - Braziliaanse cavia
7. Cavia porcellus - huiscavia
8. Chibchanomys trichotis
9. Chilomys instans
10. Coendou prehensilis - grijpstaartstekelvarken
11. Cuniculus taczanowskii - bergpaca
12. Cuniculus paca - paca
13. Dactylomys dactylinus - echte vingerrat
14. Dasyprocta fuliginosa - mooragoeti
15. Dasyprocta leporina goudhaas
16. Dasyprocta punctata - Midden-Amerikaanse agoeti
17. Dinomys branickii - pacarana
18. Diplomys caniceps
19. Diplomys labilis
20. Echimys semivillosus
21. Echinoprocta rufescens - bergstekelvarken
22. Heteromys anomalus
23. Heteromys australis
24. Heteromys desmarestianus
25. Holochilus sciureus
26. Hoplomys gymnurus
27. Hydrochoerus hydrochaeris - capibara of waterzwijn
28. Ichthyomys hydrobates
29. Ichthyomys pittieri
30. Isothrix bistriata
31. Mesomys hispidus
32. Microsciurus alfari
33. Microsciurus flaviventer
34. Microsciurus mimulus
35. Microsciurus santanderensis
36. Myoprocta acouchy - groene acouchy
37. Myoprocta pratti
38. Melanomys caliginosus
39. Microryzomys altissimus
40. Microryzomys minutus
41. Neacomys guianae
42. Neacomys spinosus
43. Neacomys tenuipes
44. Nectomys palmipes
45. Nectomys squamipes
46. Neusticomys monticolus
47. Neusticomys mussoi
48. Oecomys bicolor
49. Oecomys concolor
50. Oecomys flavicans
51. Oecomys paricola
52. Oecomys rex
53. Oecomys roberti
54. Oecomys rutilus
55. Oecomys speciosus
56. Oecomys trinitatis
57. Olallamys albicauda
58. Olallamys edax
59. Oligoryzomys destructor
60. Oligoryzomys fulvescens
61. Oligoryzomys griseolus
62. Orthogeomys thaeleri
63. Oryzomys albigularis
64. Oryzomys alfaroi
65. Oryzomys bolivaris
66. Oryzomys couesi
67. Oryzomys gorgasi - Gorgas' rijstrat
68. Oryzomys intectus
69. Oryzomys macconnelli
70. Oryzomys megacephalus
71. Oryzomys talamancae
72. Oryzomys yunganus
73. Proechimys amphichoricus
74. Proechimys brevicauda
75. Proechimys canicollis
76. Proechimys cayennensis
77. Proechimys chrysaeolus
78. Proechimys guairae casiragua
79. Proechimys magdalenae
80. Proechimys mincae
81. Proechimys poliopus
82. Proechimys quadruplicatus
83. Proechimys semispinosus
84. Proechimys simonsi
85. Reithrodontomys mexicanus
86. Rhipidomys caucensis
87. Rhipidomys couesi
88. Rhipidomys fulviventer
89. Rhipidomys latimanus
90. Rhipidomys macconnelli
91. Rhipidomys mastacalis
92. Rhipidomys nitela
93. Rhipidomys venezuelae
94. Rhipidomys venustus
95. Rhipidomys wetzeli
96. Santamartamys rufodorsalis
97. Sciurillus pusillus
98. Sciurus granatensis
99. Sciurus igniventris
100. Sciurus pucheranii
101. Sciurus spadiceus
102. Sigmodon alstoni
103. Sigmodon hirsutus
104. Sigmodontomys alfari
105. Sphiggurus vestitus - bruin wolharig dwerggrijpstaartstekelvarken
106. Sylvilagus brasiliensis - Braziliaans konijn
107. Thomasomys aureus
108. Thomasomys bombycinus
109. Thomasomys cinereiventer
110. Thomasomys hylophilus
111. Thomasomys laniger
112. Thomasomys monochromos
113. Thomasomys niveipe
114. Thomasomys vestitus
115. Tylomys mirae
116. Zygodontomys brevicauda
117. Zygodontomys brunneus

### Soricidae-spitsmuizen
1. Cryptotis brachyonyx
2. Cryptotis colombiana
3. Cryptotis squamipes
4. Cryptotis thomasi

### Sirenia-zeekoeien
1. Trichechus inunguis - Amazonelamantijn
2. Trichechus manatus - Caribische lamantijn

### Phyllostomidae-vleermuizen
1. Ametrida centurio
2. Anoura caudifera
3. Anoura cultrata
4. Anoura geoffroyi
5. Anoura latidens
6. Anoura luismanueli
7. Artibeus amplus
8. Artibeus anderseni
9. Artibeus concolor
10. Artibeus glaucus
11. Artibeus gnomus
12. Artibeus hartii
13. Artibeus jamaicensis - Jamaicavruchtenvampier
14. Artibeus lituratus - grote vruchtenvampier
15. Artibeus obscurus
16. Artibeus phaeotis
17. Artibeus planirostris
18. Artibeus toltecus
19. Balantiopteryx infusca
20. Balantiopteryx plicata
21. Carollia brevicaudata
22. Carollia castanea
23. Carollia colombiana
24. Carollia perspicillata
25. Centronycteris centralis
26. Centronycteris maximiliani
27. Centurio senex
28. Chilonatalus micropus
29. Chiroderma salvini
30. Chiroderma trinitatum
31. Chiroderma villosum
32. Choeroniscus godmani
33. Choeroniscus intermedius
34. Choeroniscus minor
35. Choeroniscus periosus
36. Chrotopterus auritus
37. Cormura brevirostris
38. Cynomops abrasus
39. Cynomops greenhalli
40. Cynomops planirostris
41. Cyttarops alecto
42. Desmodus rotundus - gewone vampier
43. Diclidurus albus - spookvleermuis
44. Diclidurus ingens
45. Diaemus youngi - witvleugelvampier
46. Diphylla ecaudata - ruigpootvampier
47. Ectophylla alba - witte vleermuis
48. Enchisthenes hartii
49. Eptesicus andinus
50. Eptesicus brasiliensis
51. Eptesicus chiriquinus
52. Eptesicus diminutus
53. Eptesicus furinalis
54. Eptesicus fuscus - grote bruine vleermuis
55. Eumops auripendulus
56. Eumops bonaeriensis
57. Eumops dabbenei
58. Eumops glaucinus
59. Eumops hansae
60. Eumops maurus
61. Eumops perotis - mutsvleermuis
62. Furipterus horrens - kortduimvleermuis
63. Glossophaga commissarisi
64. Glossophaga longirostris
65. Glossophaga soricina
66. Glyphonycteris daviesi
67. Glyphonycteris sylvestris
68. Gracilinanus agilis
69. Gracilinanus dryas
70. Gracilinanus emiliae
71. Gracilinanus marica
72. Histiotus humboldtii
73. Histiotus montanus
74. Lampronycteris brachyotis
75. Lasiurus blossevillii
76. Lasiurus castaneus
77. Lasiurus cinereus
78. Lasiurus ega
79. Leptonycteris curasoae
80. Lichonycteris obscura
81. Lionycteris spurrelli
82. Lonchophylla chocoana
83. Lonchophylla handleyi
84. Lonchophylla mordax
85. Lonchophylla robusta
86. Lonchophylla thomasi
87. Lonchorhina aurita
88. Lonchorhina inusitata
89. Lonchorhina marinkellei
90. Lonchorhina orinocensis
91. Lophostoma brasiliense
92. Lophostoma carrikeri
93. Lophostoma schulzi
94. Lophostoma silvicolum
95. Lutra longicaudis
96. Macrophyllum macrophyllum - langpootvleermuis
97. Mesophylla macconnelli
98. Micronycteris hirsuta
99. Micronycteris megalotis
100. Micronycteris microtis
101. Micronycteris minuta
102. Micronycteris schmidtorum
103. Mimon bennettii
104. Mimon crenulatum
105. Molossops abrasus
106. Molossops greenhalli
107. Molossops mattogrossensis
108. Molossops planirostris
109. Molossops temminckii
110. Molossus ater
111. Molossus bondae
112. Molossus molossus
113. Molossus pretiosus
114. Molossus sinaloae
115. Mormoops megalophylla
116. Myotis albescens
117. Myotis keaysi
118. Myotis nesopolus
119. Myotis nigricans
120. Myotis oxyotus
121. Myotis riparius
122. Myotis simus
123. Natalus micropus
124. Natalus stramineus
125. Natalus tumidirostris
126. Neonycteris pusilla
127. Noctilio albiventris
128. Noctilio leporinus
129. Nyctinomops aurispinosus
130. Nyctinomops laticaudatus
131. Nyctinomops macrotis
132. Peropteryx kappleri
133. Peropteryx leucoptera
134. Peropteryx macrotis
135. Phylloderma stenops
136. Phyllostomus discolor
137. Phyllostomus elongatus
138. Phyllostomus hastatus
139. Phyllostomus latifolius
140. Platyrrhinus aurarius
141. Platyrrhinus brachycephalus
142. Platyrrhinus chocoensis
143. Platyrrhinus dorsalis
144. Platyrrhinus helleri
145. Platyrrhinus infuscus
146. Platyrrhinus lineatus
147. Platyrrhinus umbratuts
148. Platyrrhinus vittatus
149. Promops centralis
150. Promops nasutus
151. Pteronotus davyi
152. Pteronotus gymnonotus
153. Pteronotus parnellii
154. Pteronotus personatus
155. Pygoderma bilabiatum
156. Rhinophylla alethina
157. Rhinophylla fischerae
158. Rhinophylla pumilio
159. Rhogeessa minutilla
160. Rhogeessa tumida
161. Rhynchonycteris naso
162. Saccopteryx bilineata
163. Saccopteryx canescens
164. Saccopteryx leptura
165. Scleronycteris ega
166. Sphaeronycteris toxophyllum
167. Sturnira aratathomasi
168. Sturnira bidens
169. Sturnira erythromos
170. Sturnira lilium
171. Sturnira ludovici
172. Sturnira luisi
173. Sturnira magna
174. Sturnira mordax
175. Sturnira oporaphilum
176. Sturnira tildae
177. Tadarida brasiliensis
178. Thyroptera discifera
179. Thyroptera tricolor
180. Tonatia brasiliense
181. Tonatia carrikeri
182. Trachops cirrhosus
183. Trinycteris nicefori
184. Uroderma bilobatum
185. Uroderma magnirostrum
186. Vampyressa bidens
187. Vampyressa brocki
188. Vampyressa melissa
189. Vampyressa nymphaea
190. Vampyressa pusilla
191. Vampyressa thyone
192. Vampyrodes caraccioli
193. Vampyrum spectrum

- † Diclidurus
- † Emballonuridae
- † Molossus colombiensis
- † Notonycteris magdalenensis
- † Notonycteris sucharadeus
- † Palynephyllum antimaster
- † Potamops mascahehenes

### †Proboscidea-Slurfdieren
- † Cuvieronius - Pleistoceen - Yumbo
- † Haplomastodon - Pleistoceen - Curití
- † Mixotoxodon larensis - Rotinet-formatie - Pleistoceen - Chivolo

### †Litopterna
- † Megadolodus - Villavieja-formatie - Mioceen
- † Neoglyptatelus originalis - Villavieja-formatie - Burdigalien
- † Prothoatherium columbianus - Baraya-lid van de Villavieja-formatie - Tortonien
- † Pseudoprepotherium confusum - Villavieja-formatie - Burdigalien
- † Villarroelia totoyoi - Hondagroep - Langhien

### †Notoungulata
- † Huilatherium - Villavieja-formatie - Mioceen - La Venta

### †Xenungulata
- † Etayoa - Bogotá-formatie - Eoceen - Bogota

### †Pyrotheria
- † Colombitherium - Gualanday-formatie - Eoceen - Tolima

### †Astrapotheria
- † Granastrapotherium - Hondagroep - Mioceen - Tatacoawoestijn

### †Sparassodonta
- † Anachlysictis - Villavieja-formatie - Mioceen - La Venta
- † Dukecynus - Villavieja-formatie - Mioceen
- † Lycopsis longirostrus - La Victoria-formatie - Burdigalien-Langhien

### †Mylodontidae-grondluiaards
- † Brievabradys - Villavieja-formatie - Mioceen
- † Glossotheriopsis pascuali  - La Victoria-formatie - Burdigalien-Langhien

### Zeezoogdieren

#### Cetacea-walvissenendolfijnen
1. Balaenoptera acutorostrata - dwergvinvis
2. Balaenoptera borealis - Noordse vinvis
3. Balaenoptera edeni - Edens vinvis
4. Balaenoptera physalus - gewone vinvis
5. Delphinus capensis - Kaapse dolfijn of langsnuit gewone dolfijn
6. Delphinus delphis - gewone dolfijn
7. Feresa attenuata - dwerggriend
8. Globicephala macrorhynchus - Indische griend
9. Grampus griseus - gramper of grijze dolfijn
10. Inia geoffrensis - Orinocodolfijn of boto
11. Kogia sima - kleinste potvis
12. Lagenodelphis hosei - Sarawakdolfijn of dolfijn van Fraser
13. Megaptera novaeangliae - bultrug
14. Mesoplodon densirostris - spitssnuitdolfijn van de Blainville
15. Mesoplodon ginkgodens - Japanse spitssnuitdolfijn
16. Mesoplodon peruvianus - Humboldtspitssnuitdolfijn
17. Physeter macrocephalus - potvis
18. Steno bredanensis - snaveldolfijn
19. Sotalia fluviatilis - tucuxi of Amazonedolfijn
20. Sotalia guianensis
21. Stenella clymene - Clymenedolfijn
22. Stenella frontalis - Atlantische gevlekte dolfijn
23. Stenella longirostris - langsnuitdolfijn of spinnerdolfijn

#### Phocidae-zeehonden
1. Otaria byronia - manenrob
2. Zalophus californianus - Californische zeeleeuw
3. Zalophus wollebaeki - Galapagoszeeleeuw

- † Monachus tropicalis - Caribische monniksrob